# Челнинские известия
«Челнинские известия» — еженедельная газета, издаваемая в городе Набережные Челны, Республики Татарстан. Является старейшим городским изданием. Выходит с декабря 1930 года. Учредитель — ОАО «Татмедиа».

## История
История газеты берёт своё начало с 1930-х годов, с момента присвоения селу Набережные Челны Татарской АССР статуса города. Первый номер газеты вышел в свет 25 декабря 1930 года, получив название «Трактор». Номер стоил 2 копейки, периодичность издания была — 1 раз в неделю, тираж составлял 1000 экземпляров.
Спустя 8 лет газета поменяла своё название и стала «Знаменем коммунизма», выходила с дубляжом на татарском языке — «Коммунизм байрагы». Тираж издания вырос до 1500 экземпляров. Читатели газету стали получать чаще — 4 раза в неделю.
Поскольку тематика публикаций в те годы охватывала не только жизнь горожан, но и жителей Тукаевского района, в газете преобладали материалы сельскохозяйственной направленности.
В 1980-х годах газета выходила 4 раза в неделю. Самый большой тираж за свою историю (75000 экземпляров) — газета имела в 1992 году при Артамоновой Александре Николаевне
В 1992 году «Знамя коммунизма» стало называться «Челнинские известия». Единственной в Челнах городской газетой издание оставалось вплоть до 1993 года, до момента, когда появилась газета «Челны ЛТД».
В 2011 году, согласно данным исследовательской компании в области СМИ «Медиалогия», газета «Челнинские известия» вошла в тройку самых цитируемых медиа-ресурсов в Республике Татарстан.

## Основные рубрики
- Темы недели
- События и факты
- Город и горожане
- Доходы и расходы
- Спорт
- Криминал
- Народные известия

## Сведения о регистрации
Газета зарегистрирована Поволжским Управлением Федеральной службы по надзору за соблюдением законодательства в сфере массовых коммуникаций и охране культурного наследия. Свидетельство о регистрации ПИ № ФС7-4783 от 30 ноября 2007 года.